# Де лас Касас, Бартоломе
Бартоломе́ де лас Ка́сас (исп. Bartolomé de las Casas, 11 ноября 1484, Севилья, Королевство Кастилия и Леон — 17 июля 1566, Мадрид, Королевство Кастилия и Леон) — испанский священник-доминиканец, первый постоянный епископ Чьяпаса и историк Нового Света. Автор «Истории Индий», «Апологетической истории», ряда других трудов. Прославился протестами против зверств в отношении коренного населения Америки со стороны испанских колонистов. Считается одним из первых борцов за права человека в истории. В 2000 году католическая церковь начала процесс его беатификации.

## Биография
Бартоломе де лас Касас, как было установлено в 1970-е годы, родился в 1484 году в Севилье (хотя в более старой литературе указывался 1474 год). Его отец, Педро де лас Касас, купец, происходил от одной из семей, мигрировавших из Франции и основавших город Севилью; фамилия также писалась «Касаус» (Casaus) По мнению одного биографа, лас Касас происходит из обращённой семьи, то есть семьи евреев, обращённых в христианство, хотя другие исследователи считают лас Касасов древними христианами, мигрировавшими из Франции.
Со своим отцом Педро эмигрировал на карибский остров Эспаньола в 1502 году. Через восемь лет стал священником и работал миссионером в племени араваков (таи́но) на Кубе в 1512 году. 30 ноября 1511 г. он услышал проповедь доминиканца, обвинявшего конкистадоров в негуманном отношении к коренным жителям. Этот день стал поворотным в жизни Бартоломе — он начинает борьбу за права индейцев. Предпринятой им в 1520-1521 годах попытке создать более справедливое колониальное общество в Венесуэле воспрепятствовали соседи-колонизаторы, которые смогли организовать восстание коренного населения против него. В 1522 году он вступил в доминиканский орден.
Представленный королю Испании Филиппу II, лас Касас объяснил, что поддерживал варварские действия, когда впервые прибыл в Новый Свет, но вскоре убедился, эти ужасные деяния со временем приведут к краху самой Испании как божественное возмездие. По мнению лас Касаса, обязанность испанцев — не умерщвление индейцев, а обращение их в христианство, и тогда они станут преданными подданными Испании. Чтобы избавить их от бремени рабства, лас Касас предложил вместо них привозить в Америку негров из Африки, хотя впоследствии изменил своё мнение, когда увидел влияние рабства на негров. Во многом благодаря его усилиям в 1542 году были приняты «Новые законы» в защиту индейцев в колониях.
Во время неоднократных поездок в Испанию Лас Касас успешно добивался приостановления действия системы «энкомьенда» (исп. encomienda), которая фактически легализовала рабский труд в испанской Америке. В 1550 году смог организовать в Вальядолиде большой диспут с идеологом закрепощения индейцев Хуаном Хинесом де Сепульведа.

## Творчество
Лас Касас, разделявший гуманистические убеждения Франсиско де Виториа, написал монументальный труд «История Индий» (исп. Historia de las Indias) и был редактором опубликованного судового журнала Христофора Колумба. Прославился благодаря защите интересов коренных американцев, культуру которых, особенно в карибских странах, он описывает весьма подробно. В его описаниях «касиков» (вожди или князи), «бохиков» (шаманы или священнослужители), «ни-таи́но» (знать) и «набориа» (простые люди) четко просматривается структура феодального общества.
В его книге «Кратчайшая реляция о разрушении Индий» (исп. Brevísima relación de la destrucción de las Indias), опубликованной в 1552 году, приводится яркое описание зверств, творимых конкистадорами в Америке — в частности, на Антильских островах, в Центральной Америке и на территориях, которые сегодня относятся к Мексике — среди которых много событий, свидетелем которых он являлся, а также некоторые события, которые он воспроизводит со слов очевидцев.
В одной из своих последних книг, написанной перед самой смертью, De thesauris in Peru, он страстно отстаивает права коренных жителей Перу против обращения в рабство коренного населения ранней испанской Конкистой. Книга ставит под сомнение право собственности Испании на сокровища из выкупа, уплаченного за освобождение Атауальпы (правителя инков), а также на ценности, найденные и взятые в местах захоронений коренного населения.
На творчество Лас Касаса повлияли взгляды Пьетро Мартире д’Ангьера.
- Лас Касас Б. де. Кратчайшее сообщение о разрушении Индий.
- Лас Касас Б. де. История Индий. М.: Наука, 1968. (Серия: Литературные памятники).
- Лас Касас Б. де. Мемориал Совету по делам Индий // Католицизм и свободомыслие в Латинской Америке в XVI—XX вв. (документы и материалы). — М., 1980.
- Лас Касас Б. де. К истории завоевания Америки. — М., 1966.
- Bartolomé de Las Casas, Short Account of the Destruction of the Indies (Paperback). Translated by Nigel Griffin. Penguin Classics; 1st ed edition (September 8, 1999) ISBN 0-14-044562-5
- Bartolomé de Las Casas, The Devastation of the Indies, a Brief Account. Translated by Herma Briffault. Johns Hopkins University Press, Baltimore, 1974. ISBN 0-8018-4430-4
- Бартоломе Лас Касас "Избранные произведения (на испанском)

## Влияние
Хотя Лас Касасу не удалось остановить распространение энкомьенды, которая была выгодна высшим слоям испанских колонизаторов, его труды не пропали даром. Они были переведены и переизданы по всей Европе, став ядром чёрной легенды о зверствах испанских колонизаторов. Рассказы Лас Касаса об индейцах окрасили представления Монтеня, Шекспира и других современников о Новом свете и способствовали складыванию в европейской литературе образа индейца как благородного дикаря.

## Память
- Именем монаха назван один из муниципалитетов (исп. Fray Bartolomé de las Casas) в департаменте Альта-Верапас (Гватемала).
- В 1993 году мексиканский кинорежиссёр Серхио Ольхович снял фильм «Брат Бартоломе де ла Касас» (исп. Fray Bartolomé de las Casas).